# 俞恒润
俞恒润，字方河，順天府大興縣人，浙江德清俞氏，清朝政治人物。

## 生平
嘉慶四年，登進士。嘉庆十五年署重庆府知府，十六年任四川叙州府知府。嘉庆十九年（1814年）接替薛凝度任兴化府知府一职，嘉庆二十三年由明恒接任。道光元年复任福建兴化府知府。道光三年升任山西雁平道。

## 家族
- 胞兄俞恒泽，同科进士，官四川学政。其子俞进麟，甘肃知州。孙俞奎垣，咸丰二年壬子进士，官湖北学政。
- 族人有学者俞樾（俞恒润族侄）、进士俞陛雲、红学大师俞平伯等。
- 俞恒润娶兵部尚书戴联奎之长女。俞恒润同师阮元曾重赴鹿鸣宴。俞恒润女嫁台湾籍清代官职最高伯爵王得禄长子王朝纲。